# Галина Черни-Стефанська

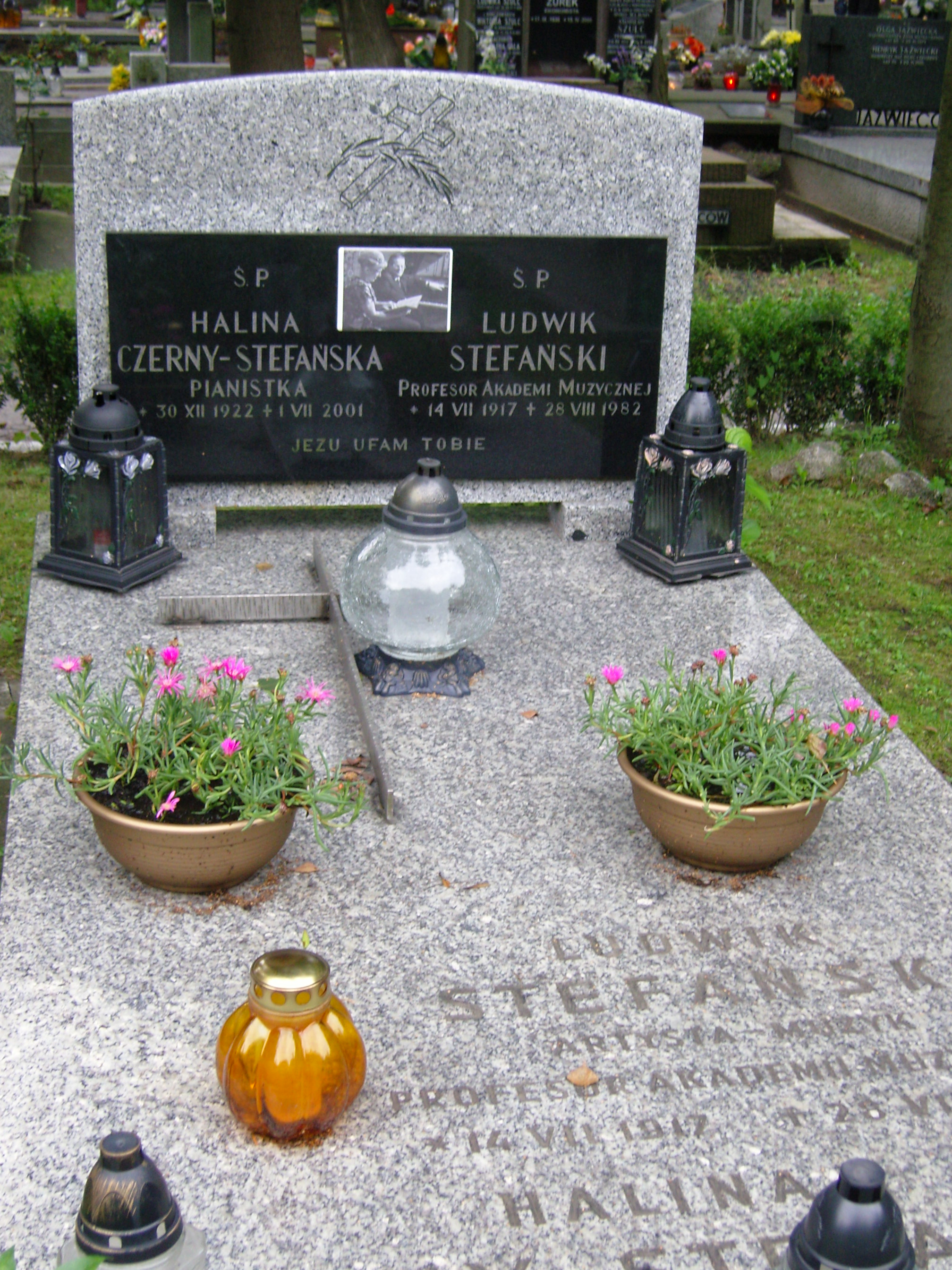
Надгробок у Кракові

Галина Черни, у шлюбі Черни-Стефанська (31 грудня 1922 , Краків  — 1 липня 2001 , Краків ) — польська піаністка, композиторка та музична педагогиня, громадська діячка. Лауреатка міжнародних конкурсів та державних нагород.
Походила зі знатної родини. Народилась у Кракові. Вчилась у Альфреда Корто у Вищій Нормальній школі музики в Парижі, а потім у Збігнєва Джевецького в Краковській консерваторії], яку закінчила у 1950 році. Під час Другої світової війни переховувалася в родинному маєтку у селі Браніце (околиці Кракова).
Ще студенткою, в 1949 році здобула першу премію на конкурсі піаністів імені Шопена (розділила з Беллою Давидович). Перемога на конкурсі відкрила Галині Черни-Стефанській дорогу до міжнародної кар'єри. Вона виступала в найпрестижніших концертних залах Європи, Японії, США, у Південній Америці. Понад 20 концертних турне піаністка здійснила в СРСР. Вона виступала у супроводі найвідоміших симфонічних оркестрів з такими диригентами як Зубін Мета, Георг Шолті, Вітольд Ровіцький. Її концертний репертуар включає твори від бароко до сучасної музики, але переважають твори Шопена.
У пізніші роки Черни-Стефанська була в журі міжнародних конкурсів, зокрема імені Чайковського (1970, 1974, 1978, 1986 і 1998) та Шопена (1980, 1985, 1990, 1995 і 2000). Також займалася викладацькою діяльністю, зокрема, давала майстер-класи у ряді вищих музичних закладів Японії.
Піаністка також брала участь у суспільно-політичному житті Кракова. У 1976—1984 роках була[ким?] міста Кракова, а в 1978—1985 входила до Комітету з реставрації пам'яток Кракова. Співзасновниця краківської галереї Кужніци (поряд з такими художниками, як Анджей Вайда). У 1981—1983 роках входила Президії комітету організації Фронт народної єдності. Черни-Стефанська належала до невеликої групи художників, які демонстративно висловили підтримку владі в часи воєнного стану, за що була освистана на концерті 14 квітня 1982 року у Краківській філармонії.
Була у шлюбі з піаністом Людвіком Стефанським (Ludwik Stefański). Їх донька, Ельжбета Стефанська-Лукович (Elżbieta Stefańska-Łukowicz, нар. 1943) — клавесиністка і професор Краківської музичної академії. 
Похована у Кракові, разом з чоловіком.